# 波姆斯特
波姆斯特是德国莱茵兰-普法尔茨州的一个市镇。总面积5.81平方公里，总人口161人，其中男性87人，女性74人（2011年12月31日），人口密度28人/平方公里。